# Regione urbana di Aquisgrana
La regione urbana di Aquisgrana (in tedesco Städteregion Aachen) è un ente sovracomunale della Renania Settentrionale-Vestfalia, in Germania, che esercita funzioni equiparabili a quelle di un circondario.
La regione comprende 8 città e 2 comuni. Capoluogo e centro maggiore è Aquisgrana.

## Storia
La regione urbana fu creata il 21 ottobre 2009 dall'unione della città extracircondariale di Aquisgrana con il circondario omonimo.
Scopo dell'unione fu la necessità di garantire un maggiore coordinamento fra il governo della città e quello della sua area metropolitana, analogamente a quanto avvenuto in Bassa Sassonia con la creazione della regione di Hannover, e nel Saarland con la creazione della confederazione regionale di Saarbrücken.

## Geografia antropica
(Abitanti al 31 dicembre 2021)

### Città
- Alsdorf (media città di circondario) (47 678)
- Aquisgrana (Aachen)[N 1] (249 070)
- Baesweiler (media città di circondario) (27 351)
- Eschweiler (media città di circondario) (55 784)
- Herzogenrath (media città di circondario) (46 290)
- Monschau (11 645)
- Stolberg (Rhld.) (media città di circondario) (56 103)
- Würselen (media città di circondario) (38 480)

### Comuni
- Roetgen (8 658)
- Simmerath (15 614)

### Esplicative
1. ↑  Nonostante Aquisgrana non possieda lo status di città extracircondariale, ne esercita alcune funzioni.

### Bibliografiche
1. 1 2  Ente statistico della Renania Settentrionale-Vestfalia - Dati sulla popolazione